# Mane Hat (Cowa)
Mane Hat (Manehat, deutsch „vier Männer“) ist eine osttimoresische Aldeia im Suco Cowa (Verwaltungsamt Balibo, Gemeinde Bobonaro). 2015 lebten in der Aldeia 286 Menschen.

## Geographie
Mane Hat bildet den mittleren Westen des Sucos Cowa. Westlich und südlich befindet sich die Aldeia Rai Luli und östlich die Aldeias Bawai und Futatas. Im Norden grenzt Mane Hat an den Suco Batugade. Einen Teil der Grenze zu Bawai bildet ein Quellfluss des Morak, der später den Leometik bildet. Im Süden befindet sich die Erhebung Hila (391 m) und im Norden die Berge Malunmutuk (457 m) und Animnala (432 m).
Durch das Zentrum führt die Hauptstraße des Sucos. An ihr, liegen die Orte Fatukbelak und Mane Hat. Der Sitz der Aldeia befindet sich in Fatubelak, die Filialkirche im Dorf Mane Hat.

## Politik
2023 wurde  zum Chefe de Aldeia gewählt.